# Scamp
Scamp est à la fois le nom d'un chiot, personnage de Disney, issu du film La Belle et le Clochard (1955) et une bande dessinée narrant son histoire.

## Le personnage
Le personnage de Scamp, l'un des chiots de Lady, est apparu sous ce nom le 10 juillet 1955 dans la version bande-dessinée du film.

## La bande dessinée
C'est un spin-off du film La Belle et le Clochard (1955) écrit par Ward Greene et publiée à partir du 31 octobre 1955. Cette série a inspiré le film La Belle et le Clochard 2 (2001).
Une version en couleur a été publiée le dimanche à partir du 15 janvier 1956.